# Länsväg 256
Länsväg 256 är en primär länsväg i Västmanlands län. Den går sträckan Norberg - Västerfärnebo - Salbohed - Sala. 
Innan Riksväg 69 infördes var den  samskyltad med Riksväg 68 Fagersta - Norberg.
Före 1985 gick den från Sala via Ängelsberg till Fagersta; den nuvarande sträckan från Hästbäck till Norberg ingick då i länsväg 251. 
Före reformen 1962 gick 256:an Fagersta–Ängelsberg. Delen Hästbäck–Sala ingick jämte nuvarande riksväg 72 i länsväg 265 Hästbäck–Salbohed–Sala–Heby–Uppsala.

## Anslutande vägar
| Väg        | Ort     |
| ---------- | ------- |
| Riksväg 68 | Norberg |
| Riksväg 70 | Sala    |